# Frédéric Bigler
Pour les articles homonymes, voir Bigler.
Frédéric Bigler est un joueur de volley-ball français.

## Clubs
| Club                    | Pays   | De        | À         |
| ----------------------- | ------ | --------- | --------- |
| Spacer's Toulouse       | France | 1990-1991 | 1993-1994 |
| Castres VB              | France | 1994-1995 | 1994-1995 |
| AS Monaco               | France | 1995-1996 | 1998-1999 |
| AMSL Fréjus             | France | 1999-2000 | 2001-2002 |
| MO Mougins              | France | 2005-2006 | 2010-2011 |
| Mandelieu-la-Napoule VB | France | 2011-2012 | 2014-2015 |

## Palmarès
- Championnat de France de Nationale 2  : Champion
- Coupe de France  : Quart de finaliste
- Coupe de France Universitaire  : Finaliste
- Championnat de France Universitaire  : Vice-Champion